# Resende (Rio de Janeiro)
Resende, amtlich portugiesisch Município de Resende, ist eine Stadt im Bundesstaat Rio de Janeiro in Brasilien. Sie hatte zum 1. Juli 2021 geschätzt 133.244 Einwohner, die auf einer Gemeindefläche von rund 1099,3 km² leben und Resendenser (resendenses) genannt werden. Resende liegt teilweise an den Ausläufern des Gebirges Serra da Mantiqueira.

## Geographie
Umliegende Gemeinden sind Barra Mansa, Itatiaia, Porto Real, Quatis, Areias; im Bundesstaat São Paulo: Queluz, São José do Barreiro, Bananal, Arapeí, Bocaina de Minas; im Bundesstaat Minas Gerais: Passa Quatro, Itamonte, Itanhandu, Passa Vinte.

### Klima
Resende hat tropisches Höhenklima Cfa. Die jährliche Durchschnittstemperatur beträgt ca. 19 °C und schwankt zwischen 33 °C im Januar und 5 °C im Juli. Die meisten Niederschläge gibt es zwischen November und März.

### Vegetation
Das Biom ist Mata Atlântica.

## Geschichte
Resende war ursprünglich das Territorium der Puri-Indianer, welche es Timburibá nannten. 1715 wurde das Land dem Bandeirante (ein privat finanzierter Expeditionär) Garcia Rodrigues Paes Leme übertragen, der damit einer der ersten nicht-einheimischen Siedler wurde.
1744 erhielt der Bandeirante Simão da Cunha Gago aus São Paulo die Erlaubnis eine Expedition zu diesem Gebiet zu unternehmen. Er benannte es bei seiner Ankunft Nossa Senhora da Conceição do Campo Alegre da Paraíba Nova.
Das Gebiet entwickelte sich nunmehr recht zügig, was auch auf seine günstige Lage zwischen São Paulo und Rio de Janeiro und der Nähe der Grenze des Staates Minas Gerais zurückzuführen war. Bald entstanden Indigo- und Zuckerproduktion sowie diverse Plantagen. Um 1770 wurde die Kaffeeproduktion aufgenommen, welche sich schon bald zur Grundlage der örtlichen Wirtschaft entwickelte.
Am 29. September 1801 wurde dem Dorf Resende durch den 13. Vizekönig und 2. Conde de Resende, General José Luís de Castro erste Stadtrechte als Vila unter dem Namen Vila de Resende erteilt. Der Ort wuchs schnell als Kaffeezentrum heran und 1848 wurde Resende der Status eines municípios, einer sich selbst verwaltenden Gemeinde, gegeben. Zu der Zeit lebten in Resende etwa 19.000 Menschen, davon rund 9800 freie Bürger und 8600 Sklaven. Ab 1850 kam es dann zur Kaffeekrise, die zu einer Produktionsveränderung bei den Fazendas führte. Seit Beginn des 20. Jahrhunderts siedelte sich immer mehr Industrie in diesem Gebiet an und der Kaffeeanbau verlor immer mehr an Bedeutung.
1943 siedelte sich die Academia Militar das Agulhas Negras (AMAN) an, deutsch „Militärakademie der Schwarzen Spitzen“ und bedeutende Ausbildungsstätte der Brasilianischen Armee, benannt nach einem bis zu 2987 m hohen Bergzug im nahegelegenen Nationalpark Itatiaia.

## Stadtverwaltung
Bei den Kommunalwahlen in Brasilien 2020 wurde Diogo Balieiro Diniz von den Democratas (DEM) mit 82,57 % oder 54.880 der gültigen Stimmen für die Amtszeit 2021 bis 2024 als Stadtpräfekt (Bürgermeister) wiedergewählt.
Die heutige Gemeinde ist in verschiedene Distrikte aufgeteilt, welche neben der Stadt Resende, Agulhas Negras, Bulhões, Visconde de Mauá, Pedra Selada, Fumaça und Engenheiro Passos heißen und enthält 81 Bairros.

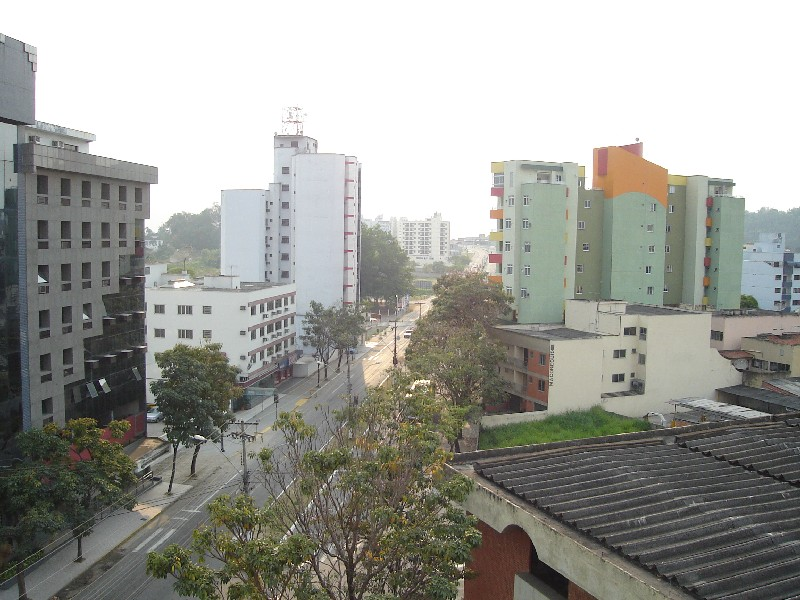
Avenida Marechal Castelo Branco (2007)

## Wirtschaft
Resende liegt beidseitig des Rio Paraíba do Sul im Vale do Paraíba, einer der wirtschaftsstärksten Regionen in Brasilien. Die Bedeutung der Stadt erhöhte sich im Verlauf des 20. Jahrhunderts durch weitere Industrieansiedlungen. Die örtliche Produktion von Volkswagen Nutzfahrzeugen wurde 2009 von MAN Latin America übernommen. Auch Nissan betreibt hier ein Automobilwerk. Daneben sind im landwirtschaftlichen Sektor Kaffee und Milch die hauptsächlichen Wirtschaftsgüter. In Resende befindet sich die Fábrica de Combustível Nuclear de Resende (FCN), die einzige Uran-Anreicherungsanlage für die Indústrias Nucleares do Brasil (INB) des brasilianischen Nuklearprogramms.

## Sehenswürdigkeiten
- Pico das Agulhas Negras
- Serra da Mantiqueira
- Rio Paraíba do Sul
- Der historische Ort Penedo
- Parque Nacional do Itatiaia Itatiaia-Nationalpark
- Der Erholungsort Visconde de Mauá

## Söhne und Töchter der Stadt
- Luís Murat (1861–1929), Journalist und Dichter
- Hipólito Boaventura Caron (1862–1892), Maler und Dekorateur
- Noel de Carvalho (* 1943), Politiker
- Adriana Samuel Ramos (* 1966), Beachvolleyballspielerin
- Maria Antonelli (* 1984), Beachvolleyballspielerin
- Gabriel Appelt (* 1993), brasilianisch-portugiesischer Fußballspieler